# Christoph Haberland

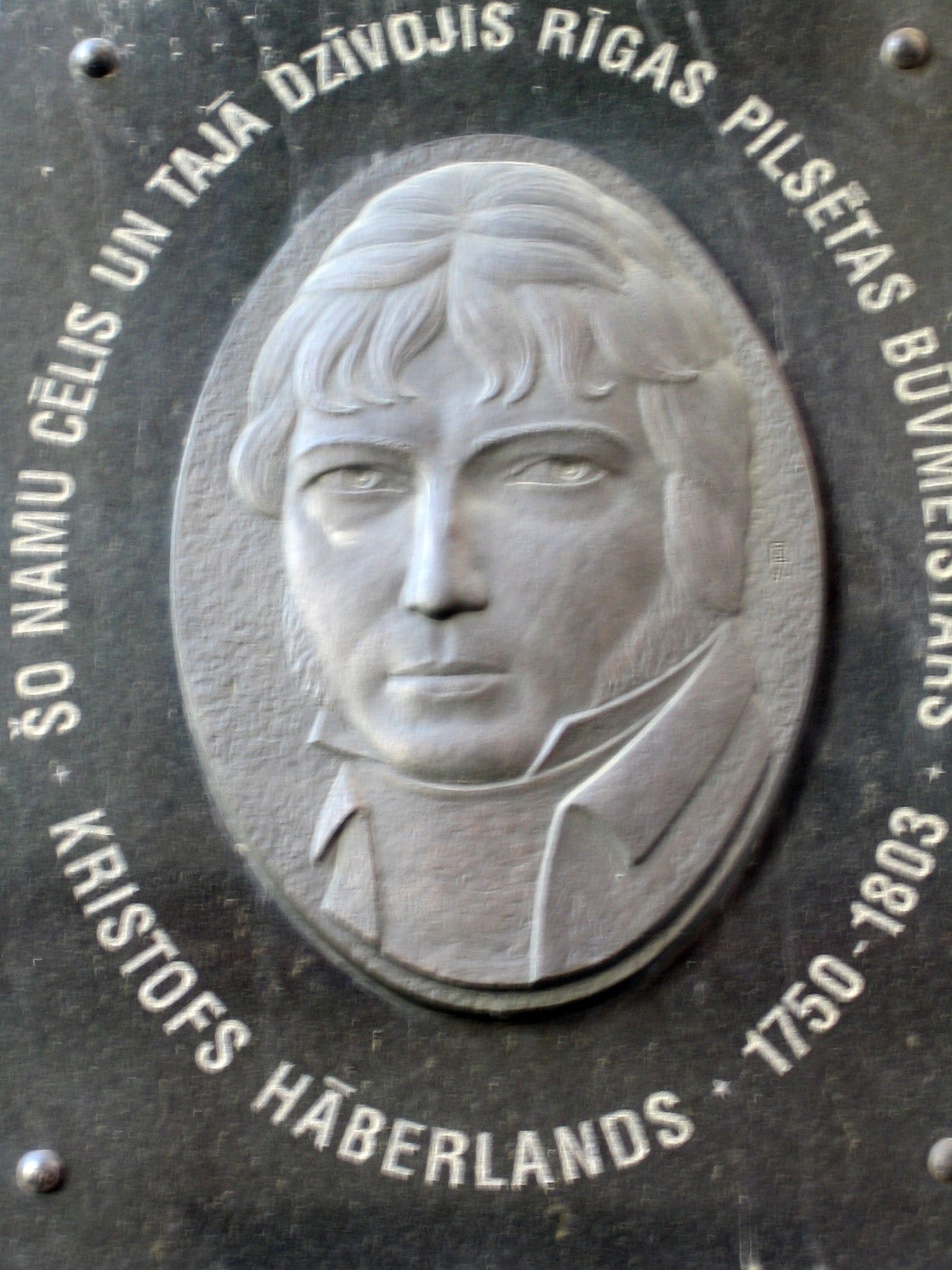
Gedenktafel für Christoph Haberland in Riga

Christoph Haberland (lettisch: Kristofs Hāberlands; * 1. Januarjul. / 12. Januar 1750greg. in Riga; † 7. Apriljul. / 19. April 1803greg. ebenda) war ein bekannter Architekt, der in Riga wirkte. Haberland war ein Vertreter des bürgerlichen Klassizismus.

## Leben
Der Deutsch-Balte Haberland wurde in einem Eckhaus an der Kreuzung Riharda Vāgnera iela und Teātra iela geboren, welches heute das Boutique Hotel Kristofs beherbergt (ehemals Hotel Man-Tess). Er studierte in Berlin und Dresden. Mit der Projektierung des Anbaus des Bibliothekflügels an das ehemalige Domkloster errang er Autorität unter Fachkollegen und Zuspruch bei den Auftraggebern. Der Säulensaal im Museum der Geschichte Rigas und der Seefahrt (1778) wird als sein Meisterwerk betrachtet. Haberland war Stadtarchitekt Rigas 1789–1797. Als Erkennungszeichen Haberlands gilt die harmonische Verknüpfung von Klassizismus mit Elementen des Barock.

## Hauptwerke

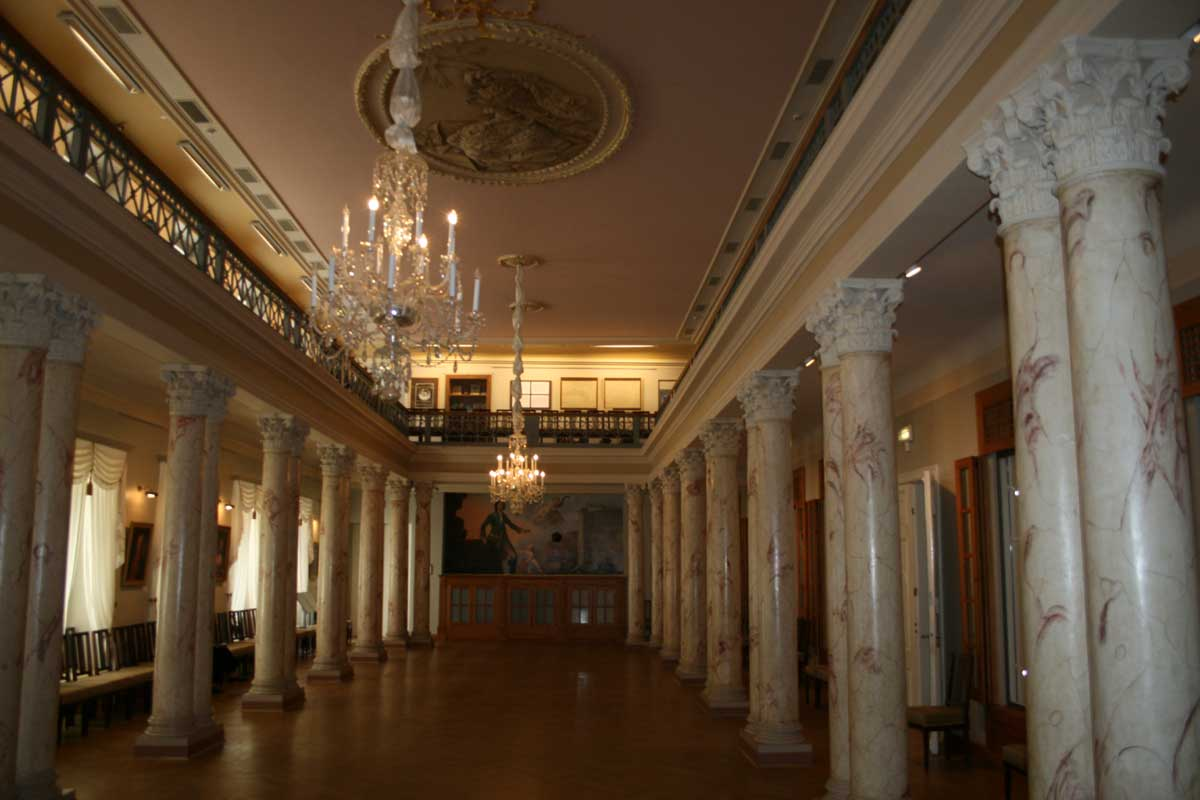
Säulensaal, Museum der Geschichte Rigas und der Seefahrt

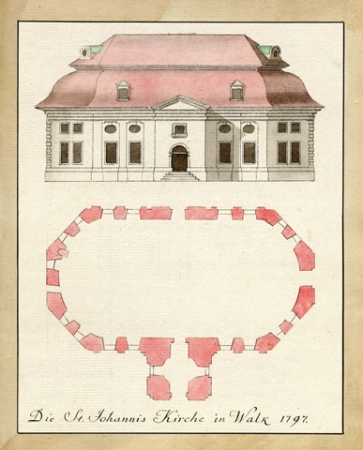
Entwurf für die Johanneskirche in Valga 1797

- 1778: Säulensaal im Museum der Geschichte Rigas und der Seefahrt
- 1785: Wohnhaus auf der Theaterstraße 6
- 1791/1792: Lutherische Kirche Katlakalns (lettisch: Katlakalna luterāņu baznīca)